# Kagungan (Kota Agung Timur)
Kagungan is een bestuurslaag in het regentschap Tanggamus van de provincie Lampung, Indonesië. Kagungan telt 2516 inwoners (volkstelling 2010).